# Zenos Frudakis

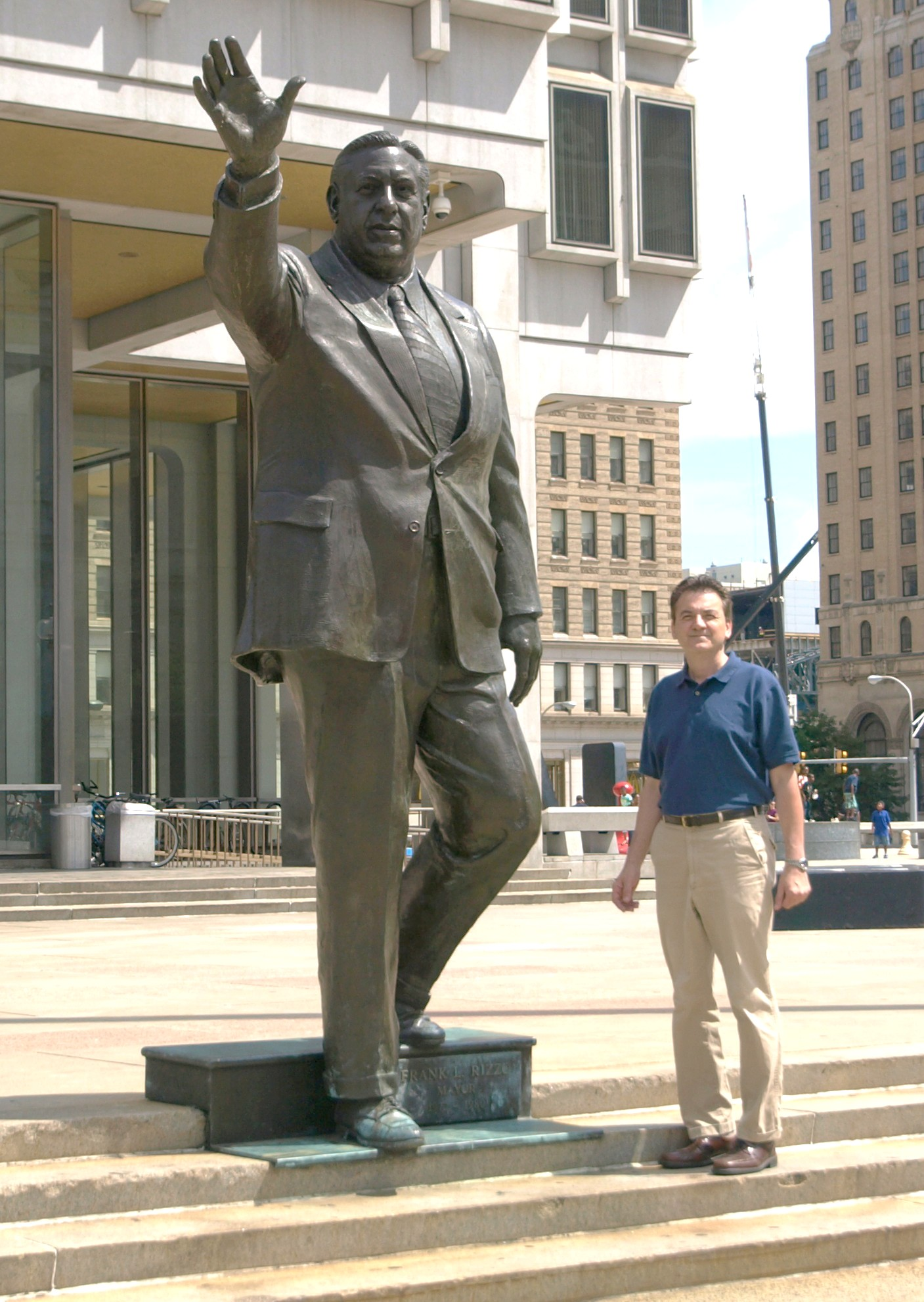
Frudakis con su estatua de Frank-Rizzo en Fiadelfia, 2009

Zenos Frudakis (San Francisco, California, 17 de julio de 1951) es un escultor figurativo estadounidense. 

## Biografía
Su padre era el músico y poeta grecoestadounidense Vasilis Frudakis.
Creció en Wheeling (Virginia Occidental) y Gary (Indiana) donde trabajó en acerías, y en 1972 fue a estudiar a la Academia de Bellas Artes de Pensilvania. Entre sus maestros están dos ganadores del Premio de Roma: su hermano mayor Evangelos Frudakis y el pintor James Hanes.